# Girls Lost (película de 2015)
Girls Lost (en sueco: Pojkarna) es una película dramática sueca de 2015 dirigida por Alexandra-Therese Keining . Está basada en la novela ganadora del Premio August Pojkarna (literaria The Boys ) de Jessica Schiefauer. Se proyectó en la sección Contemporary World Cinema del Festival Internacional de Cine de Toronto de 2015. La película se basa en elementos del realismo mágico para explorar nociones de sexualidad e identidad fluidas.

## Trama
Las mejores amigas Kim, Momo y Bella son acosadas, intimidadas y agredidas sexualmente por niños en la escuela mientras sus maestros no hacen nada. Cuando descubren una flor cuyo néctar puede convertirlos temporalmente en niños, se aventuran a salir después del anochecer para probar la transformación. Donde Bella y Momo están más desconcertadas y vacilantes, Kim está eufórica por la nueva libertad de su personalidad masculina.
Mientras estaba en una fiesta organizada por Tony, Bella se atraganta al recibir una calada de un porro. Cuando los chicos comienzan a reír, Kim se une. Momo, enojado por el comportamiento de Kim, lleva a Bella a casa. Al día siguiente, Kim le dice a Momo que siente que tiene una cremallera en la espalda y otra persona dentro de ella, si tan solo tuviera el coraje de tirar.
En una nota positiva, sus experiencias como niños les dan a Momo y Kim la confianza para enfrentarse a sus acosadores y a su profesor negligente.
A pesar de que la flor comienza a morir, Kim continúa tomando su néctar para poder convertirse en un niño y pasar tiempo con Tony, un adolescente con problemas y ladrón de poca monta. La noche que Tony le enseña a Kim a conducir, saca una pistola de la guantera y le dice cuál es la mejor manera de suicidarse.
Momo le pregunta a Kim si está enamorada de Tony o si quiere ser él, y Kim admite que se siente atraída por Tony porque "él tampoco sabe quién es". Momo le dice a Kim que está enamorada de ella y le pregunta si quiere ser un chico o estar con chicos. Kim no responde.
Una noche, la relación de Tony y Kim implosiona cuando Kim intenta besar a Tony. Tony responde golpeando a Kim, arrojándole líquido para encendedores y amenazando con prenderle fuego. Ella huye solo para encontrarse con Momo, en su personalidad masculina. Momo dice que entiende lo que Kim quiso decir con la cremallera, pero que era diferente para ella y Bella. Querían ser niñas. Aun así, Momo se ofrece a permanecer en su personaje masculino para Kim. En lugar de responder, Kim huye con Momo siguiéndola.
Kim llega a un almacén donde Tony y otros jóvenes locales van de fiesta. Kim encuentra a Tony intentando violar a una chica en un colchón sucio. Kim le dice a Tony que se detenga, y cuando no lo hace, Kim patea a Tony hasta que Momo intercede. Cuando Kim se niega a dejar de tomar el néctar y rechaza las propuestas de amor de Momo nuevamente, Momo quema el invernadero y la flor.
Kim, devastada, empaca una maleta, deja una nota para su madre, pega otra en la ventana de Momo y luego visita a Bella para disculparse y despedirse. Bella le da las raíces devastadas de la planta. Kim sale de la ciudad y se la ve por última vez estacionada en un camino rural, llorando y contemplando con un arma en la mano.

## Elenco
- Tuva Jagell como Kim
  - Emrik Öhlander como Kim (chico)
- Louise Nyvall como Momo
  - Alexander Gustavsson como Momo (chico)
- Wilma Holmén como Bella
  - Vilgot Ostwald como Bella (chico)
- Mandus Berg como Tony
- Josefin Neldén como la profesora de gimnasia
- Lars Väringer como Sten
- Olle Wirenhed como el padre de Bella
- Simon Settergren como Cashier

Películas europeas